# Christophe Coué
Christophe Coué, né le 23 mars 1982 à Malestroit en France, est un footballeur puis entraîneur français qui a évolué au poste de milieu défensif.

## Biographie
Originaire de Peillac, Christophe Coué passe par la section sport études football du collège Eugène-Guillevic de Saint-Jean-Brévelay. En club, il joue au Véloce vannetais et au Vannes FC, avant d'arriver au FC Lorient en 1997. En 1998, il fait partie des premiers jeunes à intégrer le centre de formation des Merlus, nouvellement créé. En février 2000 il est sélectionné en équipe de France des moins de 18 ans pour un stage à Clairefontaine. Stagiaire jusqu'à 21 ans, Il intègre le groupe pro en août 2003, sous contrat amateur. Il joue trois saisons à Lorient mais c'est au Clermont Foot qu'il s'impose comme titulaire, avant de rejoindre en 2009 le Stade lavallois qui vient de remonter en Ligue 2.
En 2011, en fin de contrat à Laval, il participe quelques jours au stage estival de l'UNFP, avant de signer à Fréjus en National. Pour la saison 2012-2013 il est le délégué syndical de l'UNFP au sein de l'Etoile Fréjus-Saint-Raphaël.
Il termine sa carrière à Vannes en 2018, sur un titre de champion de France de National 3. La saison suivante, il intègre la direction technique de la Ligue de Bretagne et devient sélectionneur de l'équipe de Bretagne qui dispute la Coupe des régions de l'UEFA. Il devient ensuite conseiller technique régional (CTR) chargé de la formation.

## Statistiques
| Saison                | Club                     | Championnat           | Championnat | Championnat | Championnat | Coupe nationale | Coupe nationale | Coupe nationale | Coupe de la Ligue | Coupe de la Ligue | Coupe de la Ligue | Total | Total | Total |
| Saison                | Club                     | Division              | M.          | B.          | P.d.        | M.              | B.              | P.d.            | M.                | B.                | P.d.              | M.    | B.    | P.d.  |
| 2003-2004             | FC Lorient               | Ligue 2               | 1           | 0           | 0           | -               | -               | -               | -                 | -                 | -                 | 1     | 0     | 0     |
| 2004-2005             | FC Lorient               | Ligue 2               | 18          | 0           | 0           | -               | -               | -               | -                 | -                 | -                 | 18    | 0     | 0     |
| 2005-2006             | FC Lorient               | Ligue 2               | 2           | 0           | 0           | -               | -               | -               | -                 | -                 | -                 | 2     | 0     | 0     |
| Sous-total            | Sous-total               | Sous-total            | 21          | 0           | 0           | -               | -               | -               | -                 | -                 | -                 | 21    | 0     | 0     |
| 2006-2007             | Clermont Foot 63         | National              | 30          | 1           | 0           | 6               | 0               | 0               | 3                 | 0                 | 0                 | 39    | 1     | 0     |
| 2007-2008             | Clermont Foot 63         | Ligue 2               | 33          | 1           | 0           | 1               | 1               | 0               | 1                 | 0                 | 0                 | 35    | 2     | 0     |
| 2008-2009             | Clermont Foot 63         | Ligue 2               | 27          | 0           | 1           | 1               | 0               | 0               | 1                 | 0                 | 0                 | 29    | 0     | 1     |
| Sous-total            | Sous-total               | Sous-total            | 90          | 2           | 1           | 8               | 1               | 0               | 5                 | 0                 | 0                 | 103   | 3     | 1     |
| 2009-2010             | Stade lavallois          | Ligue 2               | 29          | 0           | 1           | 2               | 0               | 1               | 2                 | 0                 | 0                 | 33    | 0     | 2     |
| 2010-2011             | Stade lavallois          | Ligue 2               | 16          | 0           | 0           | 2               | 0               | 0               | -                 | -                 | -                 | 18    | 0     | 0     |
| Sous-total            | Sous-total               | Sous-total            | 45          | 0           | 1           | 4               | 0               | 1               | 2                 | 0                 | 0                 | 51    | 0     | 2     |
| 2011-2012             | ÉFC Fréjus Saint-Raphaël | National              | 19          | 0           | 0           | 4               | 0               | 0               | -                 | -                 | -                 | 23    | 0     | 0     |
| 2012-2013             | ÉFC Fréjus Saint-Raphaël | National              | -           | -           | -           | -               | -               | -               | -                 | -                 | -                 | 0     | 0     | 0     |
| Sous-total            | Sous-total               | Sous-total            | 19          | 0           | 0           | 4               | 0               | 0               | -                 | -                 | -                 | 23    | 0     | 0     |
| 2013-2014             | Vannes OC                | National              | 26          | 0           | 0           | 4               | 0               | 0               | -                 | -                 | -                 | 30    | 0     | 0     |
| 2014-2015             | Vannes OC                | DSR                   | 18          | 1           | 0           | 2               | 0               | 0               | -                 | -                 | -                 | 20    | 1     | 0     |
| 2015-2016             | Vannes OC                | DH                    | 24          | 1           | 0           | 3               | 0               | 0               | -                 | -                 | -                 | 27    | 1     | 0     |
| 2016-2017             | Vannes OC                | CFA 2                 | 23          | 0           | 0           | 3               | 0               | 0               | -                 | -                 | -                 | 26    | 0     | 0     |
| 2017-2018             | Vannes OC                | National 3            | 12          | 1           | 0           | 5               | 1               | 0               | -                 | -                 | -                 | 17    | 2     | 0     |
| Sous-total            | Sous-total               | Sous-total            | 103         | 3           | 0           | 17              | 1               | 0               | -                 | -                 | -                 | 120   | 4     | 0     |
| Total sur la carrière | Total sur la carrière    | Total sur la carrière | 278         | 5           | 2           | 33              | 2               | 1               | 7                 | 0                 | 0                 | 318   | 7     | 3     |

## Palmarès
- Champion de France de National en 2007 avec Clermont
- Champion de France de National 3 en 2018 avec le Vannes OC